# Gerald
Gerald – imię męskie pochodzenia germańskiego. Stanowi złożenie członów: ger- ("oszczep") i -wald/-walt, ("władać, panować"), oznaczającego władający oszczepem, władający włócznią. W Polsce imię potwierdzone w formie Gerald, Gierołt (1393) oraz jako zawołanie heraldyczne.
Gerald imieniny obchodzi: 
- 13 października, jako wspomnienie św. Geralda z Aurillac[1]
- 5 listopada
- 5 grudnia, jako wspomnienie św. Geralda, arcybiskupa Bragi[1]

Inne znane osoby o tym imieniu:
- Geraldo Majella Agnelo – kardynał
- Gerald Asamoah – niemiecki piłkarz
- Gerald Dempsey Posey (ur. 1987) – amerykański baseballista
- Gerald Ford – 38. prezydent USA i 40. wiceprezydent
- Gerald Tinker (ur. 1951) – amerykański lekkoatleta sprinter, mistrz olimpijski z 1972 z Monachium, później zawodnik futbolu amerykańskiego
- Gérald Lacroix -  kanadyjski duchowny rzymskokatolicki;

Postacie fikcyjne o imieniu Gerald:
- Geralt z Rivii – wiedźmin, bohater cyklu fantasy Andrzeja Sapkowskiego